# Heinrich Barth (jurist)
Heinrich Barth, född 23 maj 1900 i St. Ingbert, var en tysk promoverad jurist, nazistisk politiker och SA-officer. Från den 30 oktober 1939 till den 31 december 1940 var han stabschef hos Ludwig Fischer, guvernör i distriktet Warschau i Generalguvernementet. Från 1942 till 1945 var Barth direktor vid Landgericht München. Efter andra världskriget innehade han posten som direktor vid Amtsgericht München.